# Terry Moore (autor de còmics)
Terry Moore (Houston, Texas, 19 de novembre de 1954) és un dibuixant i guionista de còmics estatunidenc, conegut per les sèries Strangers in Paradise i Rachel Rising i la fundació d'Abstract Studio. El seu treball li ha valgut un reconeixement a la indústria del còmic, incloent-hi el premi Eisner a la millor història serialitzada l'any 1996 per Strangers in Paradise #1-8, que es va recollir al llibre I Dream of You.

## Biografia
Moore va créixer al sud dels Estats Units i l'Àfrica i va passar estades a Anglaterra, tot i que ha viscut tota la seva vida adulta a Texas; la seva germana petita va néixer mentre la seva família vivia a l'Àfrica. Els seus pares eren molt conservadors i pertanyien a l'Església de Crist.
De petit li interessaven els còmics i tocar la guitarra. Va començar a dibuixar en quaderns als vuit anys, i a l'institut dibuixava còmics amb els seus amics. Als tretze anys va tenir la seva primera guitarra elèctrica. Durant molt de temps Moore va tocar en diversos grups musicals, i fins i tot escrivia les seves pròpies cançons.

## Trajectòria professional
L'artista es va traslladar a Anglaterra quan tenia uns vint anys, i allà va ser col·laborador en diverses publicacions britàniques. Va debutar en l'escena del còmic l'any 1977 amb la tira còmica Thundermole, que apareixia al fanzine de còmics autoproduït BEM, també conegut com Bemusing Magazine; la tira va aparèixer regularment a BEM des del número 13 (maig de 1977) fins al número 34 (juliol de 1981).
Moore va tornar als Estats Units, on treballava com a músic a Texas. En el moment en què amb la seva dona van decidir formar una família, l'autor va deixar la música i va agafar una feina més estable com a editor de vídeo. Quan es va cansar d'editar, va passar a la il·lustració i el dibuix de còmics.
L'any 1993 va iniciar una minisèrie de tres números titulada Strangers in Paradise, destinada a convertir-se en un dels símbols del renaixement del còmic independent i produïda per un petit segell anomenat Antarctic Press; aquest va ser l'únic dels set editors als quals havia fet arribar la seva creació i que no la van rebutjar. Seguint els exemples de creadors de còmics independents com Dave Sim i Jeff Smith, Terry Moore va decidir continuar publicant ell mateix Strangers in Paradise a través del seu propi segell, Abstract Studio, fundat el 1994 i amb seu a Houston. El 1996 va publicar-la sota el segell Homage (a Image Comics), creat per Jim Lee, on va passar del blanc i negre al color i va aconseguir més visibilitat. Tanmateix, aquest últim intent no porta als èxits esperats ja que només augmenta els costos de producció del registre. Després de només 8 números publicats entre 1996 i 1997, Moore decideix deixar Image i recuperar la seva independència per explicar el final de les aventures de les seves heroïnes a través d'Abstract Studios.
Aquesta experiència el porta a la publicació de Terry Moore's How to Draw Comics, una obra didàctica en la qual l'artista intenta donar respostes i solucions a tots aquells que volen crear i vendre una historieta. L'autor mostra com dibuixar personatges i expressions i com construir una història que es pugui publicar.
El 2008, Moore va escriure i dibuixar portades per als cinc números de Spider-Man Loves Mary Jane vol. 2 de Marvel Comics. L'any següent, va començar a escriure Runaways vol. 2, també per a Marvel. Aquesta tirada va durar nou números.
El primer número de la seva següent sèrie autopublicada, Echo, es va publicar el 5 de març de 2008. Echo va tenir 30 números i va concloure el juny de 2011. Va ser seguit l'agost de 2011 per Rachel Rising, un còmic de terror de 42 números publicat fins al 2016 que va guanyar el premi Harvey de 2014 a la millor retolació i el premi de 2015 al millor dibuixant, a més de diverses altres nominacions. També va ser nominat a un premi Eisner en les categories Millor sèrie continuada (2012), Millor escriptor/artista (2012, 2014) i Millor retolista (2014). El seu següent llibre, Motor Girl, va tenir 10 números entre novembre de 2016 i novembre de 2017.
Moore va aparèixer a The Cartoonist, una pel·lícula documental de 2009 sobre la vida i l'obra de Jeff Smith, creador de Bone. Moore va ser nominat el 2016 als premis Inkwell All-in-One Award.
Moore ha expressat el desig de fer una tira còmica sindicada a les notes dels autors a la contraportada dels llibres de col·lecció de Strangers in Paradise. Algunes de les tires còmiques de Moore s'han publicat a Paradise, Too! i també en números selectes de Rachel Rising.
Des del 2018 es dedica a l'ambiciós projecte de vincular la continuïtat de les seves obres per crear un univers còmic anomenat «Terryverse».

### Terryverse

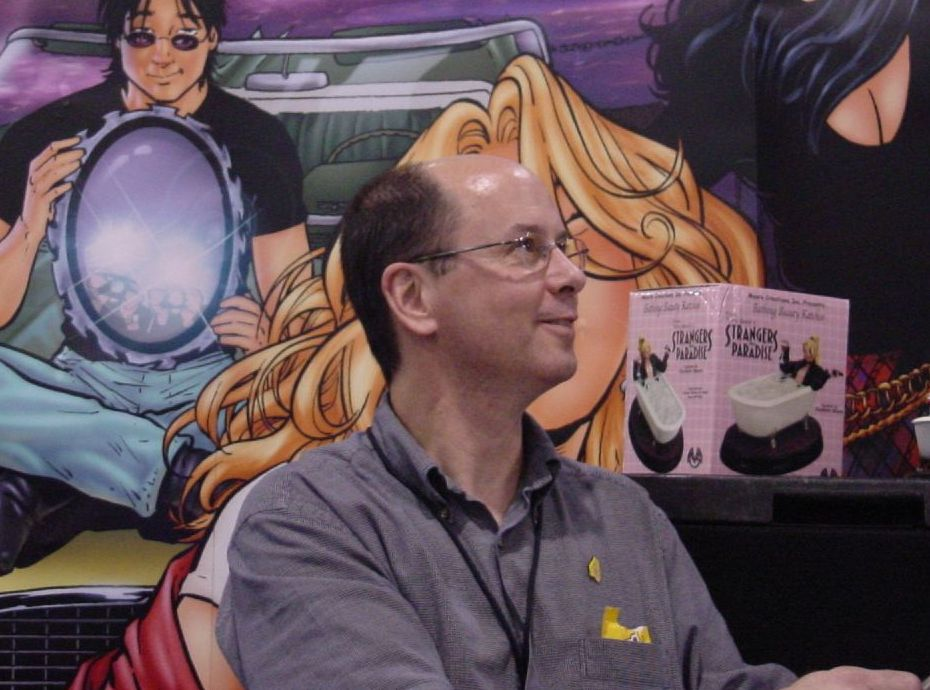
Terry Moore a la Heroes Convention 2006 a Charlotte, amb ambientació de Strangers in Paradise de fons.

El 2018 Terry Moore decideix tornar per explicar la història de Katchoo i Francine, els personatges que el van fer famós a la dècada del 1990 amb la sèrie Strangers in Paradise. La sèrie que reprèn els fils de la història és Strangers in Paradise XXV que, d'una banda, serveix d'epíleg a l'arc narratiu «Parker Girl» de la sèrie original però, al mateix temps, posa les bases de la sèrie regular Five Years, que debuta el 2019. L'objectiu de l'obra és narrar una saga èpica que reuneix els personatges i esdeveniments explicats a les sèries Strangers in Paradise, Echo, Rachel Rising i Motor Girl, i és un corpus narratiu que es va desenvolupar al llarg de 25 anys (del 1993 al 2018). Moore va assenyalar que inicialment no era la seva intenció situar la sèrie en un únic univers narratiu, sinó que cada obra es va concebre com a autònoma i separada de les altres; amb el temps, però, va desenvolupar la idea de poder crear un esdeveniment que aglutinés de manera coherent els seus personatges dins d'un univers compartit, seguint l'exemple de l'Univers Marvel o l'Univers DC, o per citar una editorial independent, l'Univers Valiant. El nom que rep el seu univers narratiu és «Terryverse». La sèrie Five Years es defineix com un esdeveniment crossover que reuneix personatges de diferents sèries de Moore, entre els quals hi ha Tambi, Ivy Raven, Julie Martin, Rachel, Zoe i les inevitables Katchoo i Francine. La premissa té lloc a la sèrie Strangers in Paradise XXV, on Katchoo es veu obligada a caçar una "Parker Girl" (Stephanie) que pot desemmascarar el seu passat i posar en perill la seva família. A contracor s'assabenta d'un manuscrit antic (escrit per la bíblica Lilith) que conté la fórmula per construir l'arma definitiva; com a conseqüència, diversos governs i grups de poder estan interessats en aquest text i totes les heroïnes creades per Moore seran necessàries per salvar la humanitat.

## Influències i estil
Sobre les seves influències artístiques, Moore ha dit que són «els il·lustradors de revistes dels anys 20 i 30, els impressionistes, bàsicament qualsevol artista i músic des de 1850. M'encanten totes aquestes coses. Tots vénen del mateix planeta per a mi, tots treballen junts. El que m'encanta d'ells, tant si són músics com artistes, és que miraven la societat com una gran imatge o un gran llenç, i feien aquestes simfonies enormes, ja fossin visuals o auditives. Així doncs, vaig aprendre lliçons d'art de tots ells. Ara, pel que fa als còmics de fa temps, mai em van influir realment, per exemple, Jack Kirby i tot el que és habitual, per això crec que el meu treball sembla diferent. Estic més influenciat per il·lustradors com Chuck Jones i les tires còmiques i l'animació. Per tant, bàsicament sóc un dibuixant còmic que dibuixava una mica més realista.»
També ha afirmat que la seva influència més gran en la seva carrera és Charles M. Schulz, creador de Peanuts, i que va voler retre un homenatge a aquest còmic amb la seva sèrie SiP Kids. L'autor va manifestar: «Alguna cosa em va impactar, em va enamorar quan vaig llegir per primera vegada l'especial de Nadal de Peanuts [A Charlie Brown Christmas], i vaig pensar la sort que tenia aquell home, Charles Schulz, de poder crear el seu propi petit món, a més de ser feliç amb el nostre, i de viure cada dia com a dibuixant.»
El seu estil es caracteritza per l'agilitat de la narrativa visual, uns diàlegs enginyosos, grans dosis d'humor negre i per un dibuix clar i net, majoritàriament en blanc i negre. Les seves històries centren l'atenció en els personatges, plens de carisma, històries que habitualment estan protagonitzades per noies o dones amb una forta personalitat, tot i que adopta diferents gèneres per a cadascun: Rachel Rising segueix el gènere de terror, quelcom força diferent de la ciència-ficció d'Echo i la comèdia romàntica de Strangers in Paradise.
Un altre dels temes recurrents de Moore són les agències governamentals obscures i seus els agents, que ja va aparèixer en el seu primer treball, Strangers in Paradise i del qual Echo n'estava totalment impregnat. Torna a aparèixer a Motor Girl i novament a Strangers in Paradise XXV, on alguns fils de tots quatre còmics van acabar unint-se en el «Terryverse» per poder descobrir tant les conspiracions com els conspiradors.

## Obra publicada

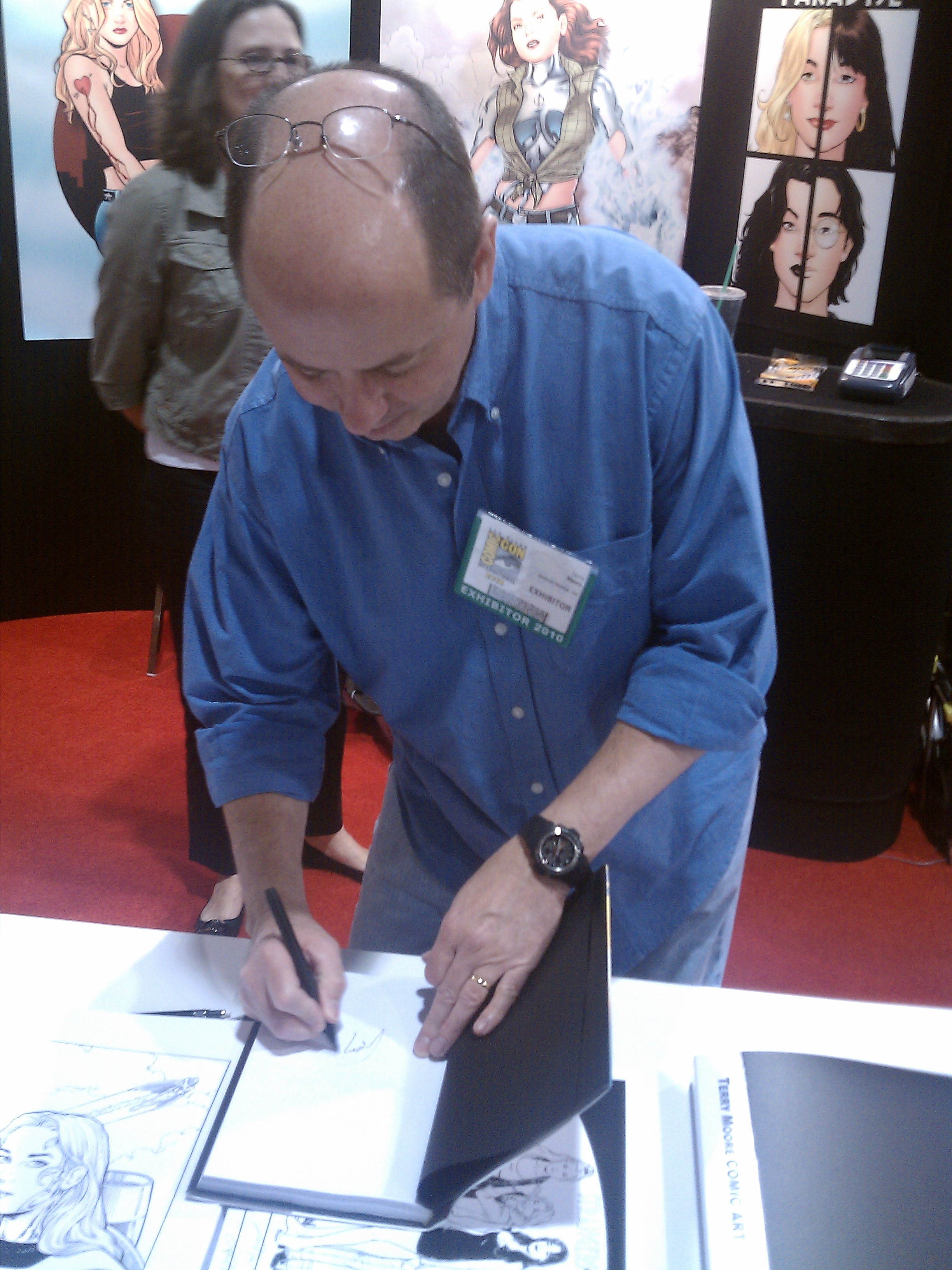
Terry Moore signant una edició en tapa dura de Strangers in Paradise a la Convenció Internacional de Còmics de San Diego de 2010.

| Any       | Títol                     | Revistes   | Volums                        | Publicació | ISBN                | Editorial       |
| --------- | ------------------------- | ---------- | ----------------------------- | ---------- | ------------------- | --------------- |
| 1993-2007 | Strangers in Paradise     | 3 números  | Strangers in Paradise vol. 1  | 1993-1994  | ISBN 978-1892597052 | Abstract Studio |
| 1993-2007 | Strangers in Paradise     | 13 números | Strangers in Paradise vol. 2  | 1994-1996  |                     | Abstract Studio |
| 1993-2007 | Strangers in Paradise     | 90 números | Strangers in Paradise vol. 3  | 1996-2007  |                     | Abstract Studio |
| 2000-2003 | Paradise, Too!            | 14 números | Drunk Ducks                   | 2002       | ISBN 978-1892597182 | Abstract Studio |
| 2000-2003 | Paradise, Too!            | 14 números | Checking for Weirdos          | 2003       | ISBN 978-1892597212 | Abstract Studio |
| 2008-2011 | Echo                      | 30 números | Volume 1: MoonLake            | 2008       | ISBN 1-892597-40-3  | Abstract Studio |
| 2008-2011 | Echo                      | 30 números | Volume 2: Atomic Dreams       | 2009       | ISBN 1-892597-41-1  | Abstract Studio |
| 2008-2011 | Echo                      | 30 números | Volume 3: Desert Run          | 2009       | ISBN 1-892597-43-8  | Abstract Studio |
| 2008-2011 | Echo                      | 30 números | Volume 4: Collider            | 2010       | ISBN 1-892597-44-6  | Abstract Studio |
| 2008-2011 | Echo                      | 30 números | Volume 5: Black Hole          | 2010       | ISBN 1-892597-46-2  | Abstract Studio |
| 2008-2011 | Echo                      | 30 números | Volume 6: Last Day            | 2011       | ISBN 1-892597-47-0  | Abstract Studio |
| 2011-2016 | Rachel Rising             | 42 números | Volume 1: The Shadow of Death | 2012       | ISBN 1-892597-51-9  | Abstract Studio |
| 2011-2016 | Rachel Rising             | 42 números | Volume 2: Fear No Malus       | 2012       | ISBN 1-892597-52-7  | Abstract Studio |
| 2011-2016 | Rachel Rising             | 42 números | Volume 3: Cemetery Songs      | 2013       | ISBN 1-892597-55-1  | Abstract Studio |
| 2011-2016 | Rachel Rising             | 42 números | Volume 4: Winter Graves       | 2014       | ISBN 1-892597-56-X  | Abstract Studio |
| 2011-2016 | Rachel Rising             | 42 números | Volume 5: Night Cometh        | 2015       | ISBN 1-892597-57-8  | Abstract Studio |
| 2011-2016 | Rachel Rising             | 42 números | Volume 6: Secrets Kept        | 2015       | ISBN 88-6543-538-0  | Abstract Studio |
| 2011-2016 | Rachel Rising             | 42 números | Volume 7: Dust to Dust        | 2016       | ISBN 1-892597-60-8  | Abstract Studio |
| 2014-2015 | SIP Kids                  | 4 números  |                               |            |                     | Abstract Studio |
| 2016-2017 | Motor Girl                | 10 números | Volume 1: Real Life           | 2016       | 9781892597632       | Abstract Studio |
| 2016-2017 | Motor Girl                | 10 números | Volume 2: No Man Left Behind  | 2017       | 1892597659          | Abstract Studio |
| 2018-2019 | Strangers in Paradise XXV | 10 números | Volume 1: The Chase           | 2018       |                     | Abstract Studio |
| 2018-2019 | Strangers in Paradise XXV | 10 números | Volume 2: Hide And Seek       | 2019       |                     | Abstract Studio |
| 2019-2020 | Five Years                | 10 números | Volume 1: Fire In The Sky     | 2019       |                     | Abstract Studio |
| 2019-2020 | Five Years                | 10 números | Volume 2: Stalemate           | 2020       |                     | Abstract Studio |
| 2021-2022 | Serial                    | 10 números | Volume 1: The Glass Tomb      | 2021       |                     | Abstract Studio |
| 2021-2022 | Serial                    | 10 números | Volume 2: Cat & Mouse         | 2022       |                     | Abstract Studio |
| 2022-     | Parker Girls              | 10 números | Volume 1: Dead Quiet          | 2023       | ISBN 9781892597953  | Abstract Studio |
| 2022-     | Parker Girls              | 10 números | (Volume 2)                    |            |                     | Abstract Studio |

| Any       | Títol                                      | Núm./vol.   | Editorial          | Notes                                        | Ref.          |
| --------- | ------------------------------------------ | ----------- | ------------------ | -------------------------------------------- | ------------- |
| 1994      | Negative Burn                              | #13         | Caliber Comics     |                                              | [ 46 ]        |
| 1995      | Indy                                       | #12         | Alternative Comics | Portada per al número 12 de la revista Indy. | [ 47 ]        |
| 1996      | Lady Supreme                               | #1-2        | Image Comics       |                                              | [ 48 ]        |
| 1997      | Gen¹³ Bootleg                              | #5-6        | WildStorm          |                                              | [ 48 ]        |
| 2000      | Star Wars Tales                            | #5          | Dark Horse Comics  |                                              | [ 49 ]        |
| 2001      | Buffy the Vampire Slayer: Willow and Tara  | one-shot    | Dark Horse Comics  |                                              | [ 50 ]        |
| 2002      | Birds of Prey                              | #47-49      | DC Comics          |                                              | [ 51 ]        |
| 2002      | DC First: Batgirl/Joker                    | #1          | DC Comics          |                                              | [ 52 ]        |
| 2002      | Ultimate Marvel Team-Up                    | #14         | Marvel Comics      |                                              | [ 53 ]        |
| 2005      | The Darkness/Vampirella                    | one-shot    | Image Comics       | Portada alternativa.                         | [ 54 ]        |
| 2006      | Treehouse of Horror                        | #12         | Bongo Comics       |                                              | [ 55 ]        |
| 2008-2009 | Spider-Man Loves Mary Jane                 | vol. 2      | Marvel Comics      | Portades per als cinc números.               | [ 10 ]        |
| 2008-2009 | Runaways                                   | vol. 3 #1-9 | Marvel Comics      |                                              | [ 11 ]        |
| 2011      | Strange Tales II                           | #3          | Marvel Comics      |                                              | [ 56 ]        |
| 2011      | Fables                                     | #107        | Vertigo Comics     |                                              | [ 57 ]        |
| 2012      | Terry Moore's How To Draw                  |             | Abstract Studio    | 5 números.                                   | [ 15 ]        |
| 2020      | Ever                                       | one-shot    | Abstract Studio    |                                              | [ 58 ] [ 59 ] |
| 2020      | Terry Moore's How To Draw Expanded Edition |             | Abstract Studio    |                                              | [ 60 ]        |

## Reconeixement
Terry Moore ha obtingut diversos premis. De la mà de Strangers in Paradise, va guanyar el premi Eisner a la millor història serialitzada el 1996 per "I Dream of You", així com el premi Reuben de la National Cartoonists Society al millor còmic el 2003. També va guanyar el premi GLAAD al millor còmic el 2001 i novament el 2008, així com el premi de l'organització literària Young Adult Library Services Association en la categoria popular paperback els anys 2002, 2005 i 2006. Anys més tard, van concedir-li el premi Ringo al millor autor de còmics per aquesta sèrie.
Amb Echo, publicada per Abstract Studios des del març de 2008, va estar nominat a l'Eisner a la Millor sèrie de 2009 i de 2011, quan també va ser-ho al Millor artista/escriptor i al Harvey al Millor còmic, premi que finalment va rebre per la Millor sèrie nova de 2008. Echo li va valer també una nominació al premi de la National Cartoonist Society al Millor còmic el 2010.
Va tornar a guanyar el Harvey el 2014 al millor retolista i el 2015 al millor autor de còmic, ambdós amb Rachel Rising. El 2012, la sèrie Rachel Rising va ser nominada a la Millor sèrie regular al premi Eisner de la indústria del còmic i novament el 2014 a la Millor retolació i el 2015 al Millor escriptor/artista.
El 2003 va aconseguir el Premi Inkpot a l'assoliment destacat en l'art del còmic, i el 2012 va obtenir l'estatueta dels Adamson, els premis suecs impartits per la Svenska Serieakademin. Va rebre una nominació als premis Inkwell de 2016 després de la notorietat assolida amb Motor Girl.

## Vida privada
Mentre treballava com a músic, Moore va conèixer i es va casar amb la seva dona, Robyn, amb qui va tenir fills.
En l'època en què treballava en Strangers in Paradise va patir el fanatisme i els prejudicis de la seva comunitat i va ser expulsat de la seva església a causa de la temàtica LGBT del còmic. Tot i així, es va mantenir fidel a la seva idea i va continuar la història sense fer-hi canvis. L'autor ha confessat sentir-se molt orgullós de la seva feina. La sèrie és, a més, un tribut al cosí de Moore, que era gai i va morir molt aviat quan va aparèixer la sida.